# Martin Carlin

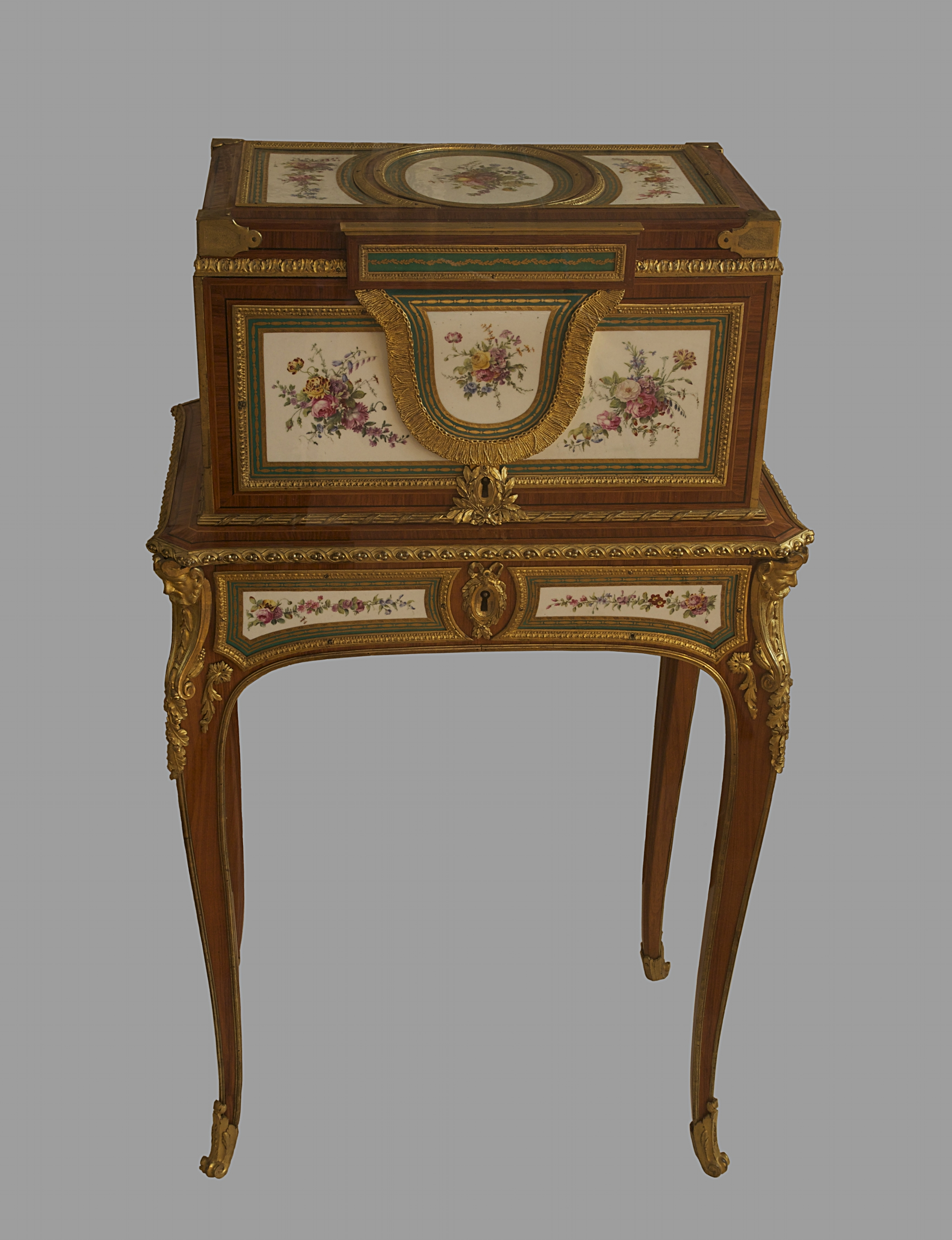
Schmuckkästchen der Marie-Antoinette von 1770.

Martin Carlin (* 1730 in Freiburg im Breisgau im damaligen Vorderösterreich; † 1785) war ein französischer Ebenist deutscher Herkunft, der im Jahr 1766 als maître zugelassen wurde. Sein Werk ist dem so genannten Transitionsstil zuzuordnen, der den Übergang vom Stil Louis-quinze zum Stil Louis-seize bildet.

## Leben
Martin Carlin war Sohn des Zimmermanns Trouper Carlin. Er zog nach Paris, um Kunstschreiner zu werden. Dort trat er in die Werkstatt von Jean-François Oeben ein und heiratete im Jahr 1759 dessen Schwester Marie-Catherine Oeben.
Für die marchands-merciers Poirier und Daguerre spezialisierte er sich auf die Fertigung hochwertiger Möbelstücke, die jene für ihn vertrieben. Obgleich die Wahl der königlichen Favoritin Madame Du Barry (1743–1793) auf die Kommoden von Carlin fiel, für welche die höchsten Preise der damaligen Zeit erzielt wurden, fiel dabei für den Kunsthandwerker, der zeit seines Lebens in bescheidenen Verhältnissen lebte, und für seinen Mitarbeiter Jean-Jacques Pafrat nur ein geringer Gewinn ab.

## Werk

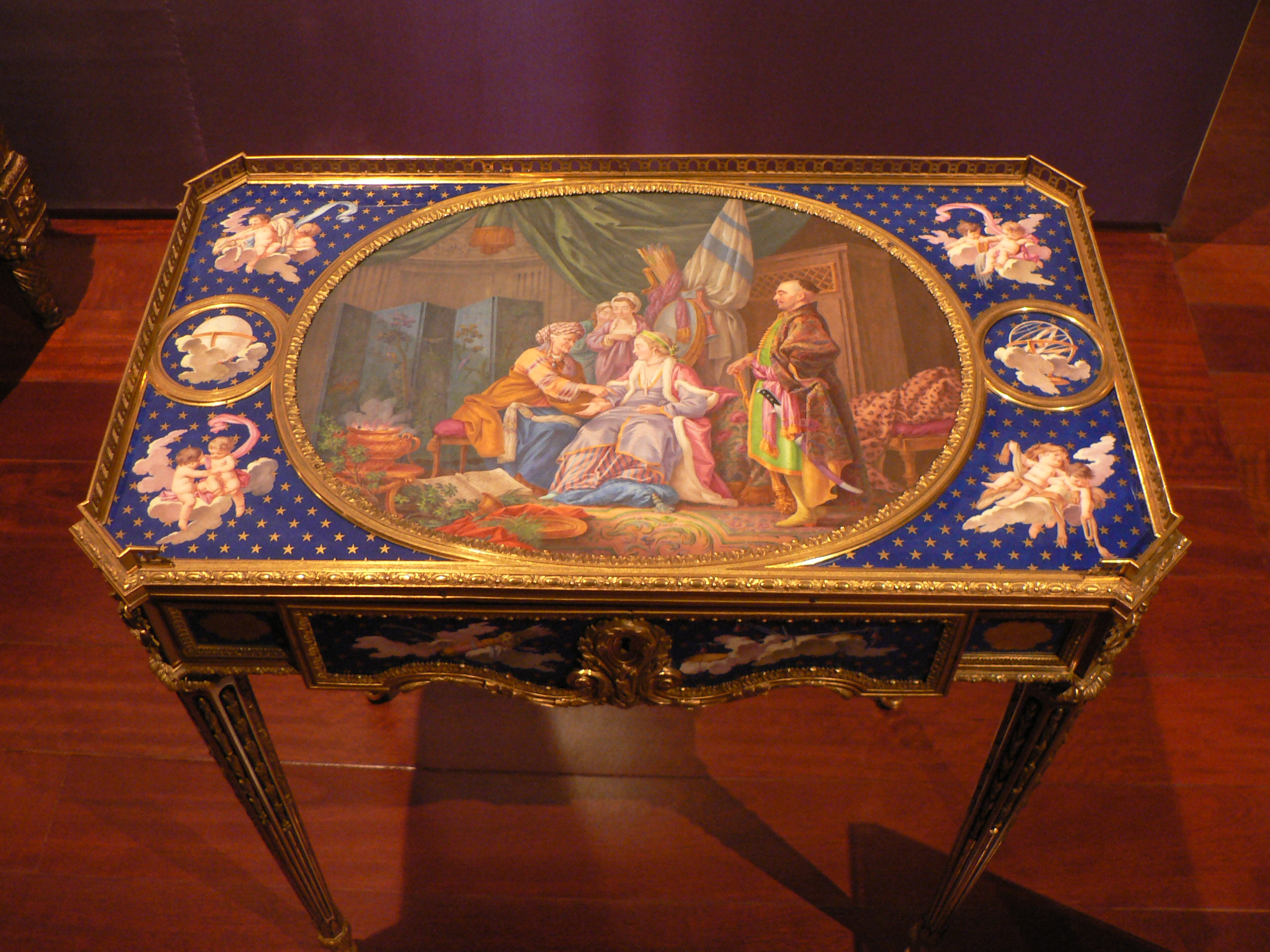
Mit Sèvres-Porzellan verzierter Damenschreibtisch von 1772. Die Malerei stammt von Jean-Baptiste Le Prince.

Carlins Werk ist untrennbar mit der Erlesenheit der Pariser Luxusgüter und der Verschwendungssucht jener Zeit verbunden. Seine furnierten Möbel sind häufig mit Inkrustationen von bemalten Porzellanplatten oder -medaillons aus der königlichen Manufacture de Sèvres oder von Steinmosaiken, teilweise auch mit Lackplatten verziert.
Für eine „Carlin et Weisweiler“ gestempelte, mit einer aus einem florentinischen Kabinett stammenden Steinmosaikplatte versehene Kommode, die sich früher im Besitz der Familie Rothschild und des saudischen Multimilliardärs Akram Ojjeh (1918–1991) befand, wurden im Jahr 1999 in einer Auktion in Monaco 7,01 Millionen Euro geboten.